# Ystrad Meurig
Ystrad Meurig ou Ystradmeurig est un village et une communauté du Ceredigion, au pays de Galles.

## Géographie
Ystrad Meurig est situé dans le centre du Ceredigion, à la lisière des monts Cambriens, sur la route B4340. La zone marécageuse de Cors Caron (en), protégée comme réserve naturelle nationale, s'étend au sud du village.
La communauté d'Ystrad Meurig comprend aussi le village voisin de Swyddffynnon (en).

## Démographie
Au recensement de 2011, la communauté d'Ystrad Meurig comptait 353 habitants.